# Amerikansk trädkrypare
Amerikansk trädkrypare (Certhia americana) är en nord- och centralamerikansk fågel i familjen trädkrypare inom ordningen tättingar. Den har tidigare behandlats som en del av den europeiska trädkryparen men urskiljs numera vanligen som egen art. Arten är vida spridd och beståndet anses vara livskraftigt.

## Kännetecken

### Utseende
Amerikansk trädkryparen är en typisk, 13 cm lång trädkrypare med böjd näbb, mönstrad brun ovansida, vitaktig undersida och långa styva stjärtpennor som den använder för kunna balansera upprätt på trädstammar och grenar. Arten är mycket lik den europeiska trädkryparen (C. familiaris), men är jämfört med underarten britannica av den senare mer tydligt streckad ovan (och verkar därför inte fläckad i samma utsträckning). Streckningen på manteln och skapularerna är vidare vitare.
Arten skiljer sig i utseende mellan individer med både grå, rödaktiga och bruna färgformer. Fåglarna skiljer sig också något åt geografiskt, där populationer i västra Nordamerika är relativt små, mörka och långnäbbade i motsats till större, ljusare och mer kortnäbbade östliga fåglar. Mest distinkta är de från sydöstra Arizona och vidare in i Mexiko. De är också mörka, framför allt på den gråaktiga buken och kastanjebruna övergumpen, med kortare och rundare vingar samt kortare näbbar än fåglar i västra Nordamerika.

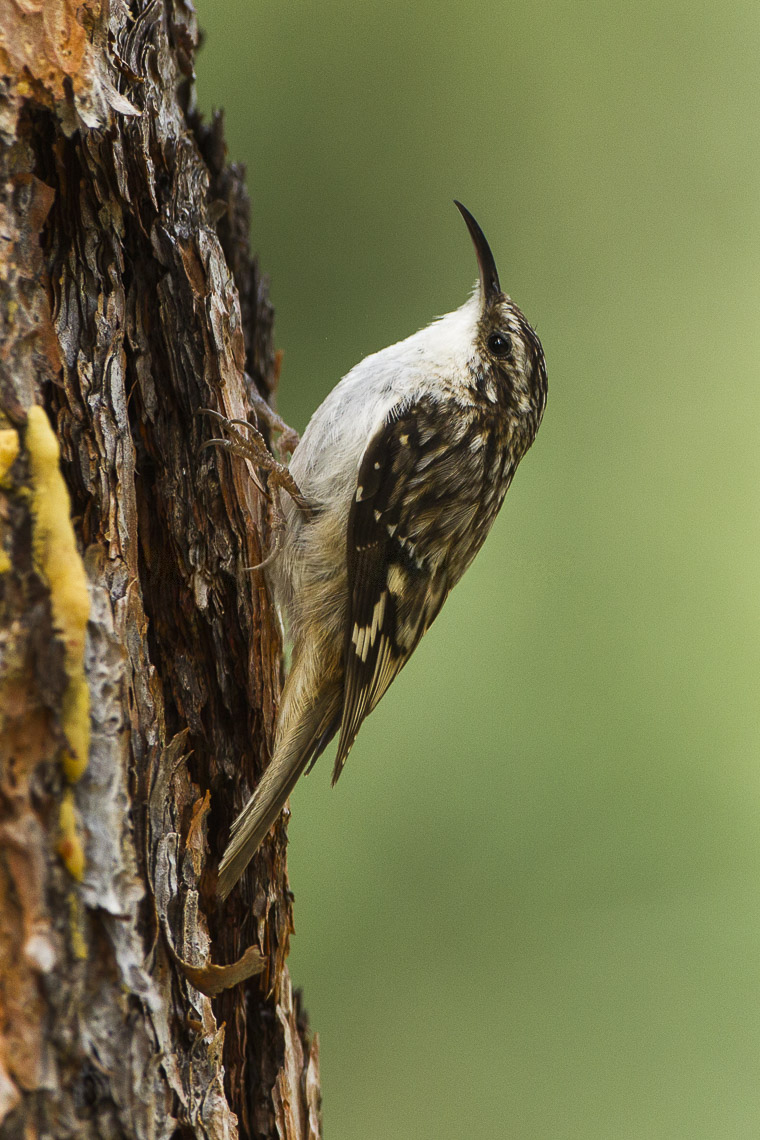
Amerikansk trädkrypare fotograferad i Oregon. Västliga fåglar är påtagligt mindre, mörkare och mer långnäbbade. Skillnaderna döljs dock av stor individuell variation.

### Läten
Sången är en mycket ljus och tunn serie bestående av accelererande och fallande toner som i engelsk litteratur återges "see sitsweeeda sowit-see". Lätet är ett tunt "sreee", likt guldkronad kungsfågel men hörs inte i serier och är fylligare.
Jämfört med de europeiska arterna är sången hos amerikansk trädkrypare mer varierad än både trädkryparens och trädgårdsträdkryparens.

## Utbredning och systematik
Amerikansk trädkrypare förekommer i stora delar av Nordamerika, men i bergstrakter söderut genom Mexiko till Nicaragua i Centralamerika. Den delas in i tolv underarter fördelade på sex grupper, med följande utbredning:
- occidentalis-gruppen
  - Certhia americana alascensis – södra och centrala Alaska; övervintrar i Arizona och New Mexico
  - Certhia americana occidentalis – kustnära sydöstra Alaska till centrala Kalifornien
  - Certhia americana stewarti – Haida Gwaii (British Columbia)
  - Certhia americana zelotes – södra Oregon via Kaskadbergen och kustbergen till södra Kalifornien
- montana/idahoensis-gruppen
  - Certhia americana idahoensis (inkluderas ofta i montana[6]) – norra Idaho och nordvästra Montana till centrala Alberta, övervintrar i Arizona
  - Certhia americana montana – British Columbia till Kaskadbergen, North Dakota, South Dakota, södra Arizona och västra Texas
- americana/nigrescens-gruppen
  - Certhia americana americana – norra Saskatchewan till Newfoundland och nordöstra USA, övervintrar i Mexiko
  - Certhia americana nigrescens – Great Smoky Mountains i Tennessee och North Carolina
- albescens/alticola-gruppen
  - Certhia americana albescens – bergsområden i sydöstra Arizona, sydvästra New Mexico och nordvästra Mexico
  - Certhia americana alticola – bergsområden i södra Mexiko
- Certhia americana pernigra – i Sierra Madre de Chiapas
- Certhia americana extima – bergsområden i östra Guatemala, Honduras och nordvästra Nicaragua

Utbredningsområdet för amerikansk trädkrypare, där orange betecknar häckningsområde, blått övervintringsområde och lila vistelse året runt.

Amerikansk trädkrypare har tidigare behandlats som en del av den europeiska trädkryparen, men skiljer sig åt framför allt lätesmässigt. I experiment svarar inte trädkryparen när den exponerats för läten från amerikansk trädkrypare. Genetiska studier visar också att de inte varandras närmaste släktingar, där amerikansk trädkrypare står närmast trädgårdsträdkryparen (C. brachydactyla). Andra studier visar att fåglar i Mexiko (albescens/alticola-gruppen) skiljer sig markant genetiskt från nordligare populationer och kan därför möjligen utgöra en egen art.

## Levnadssätt
Amerikansk trädkrypare hittas i olika former av högväxt skog, framför allt i fuktiga och skuggiga områden. Där kryper den liksom andra trädkrypare som en liten hackspett på stammar och större grenar, på typiskt manér genom att krypa uppför och runt stammen i en spiral för att sedan flyga till foten på nästa träd och börja om. Födan består av insekter och små spindlar som den plockar i barken. Den ses ofta enstaka, men kan slå följe med blandflockar med exempelvis mesar och kungsfåglar.

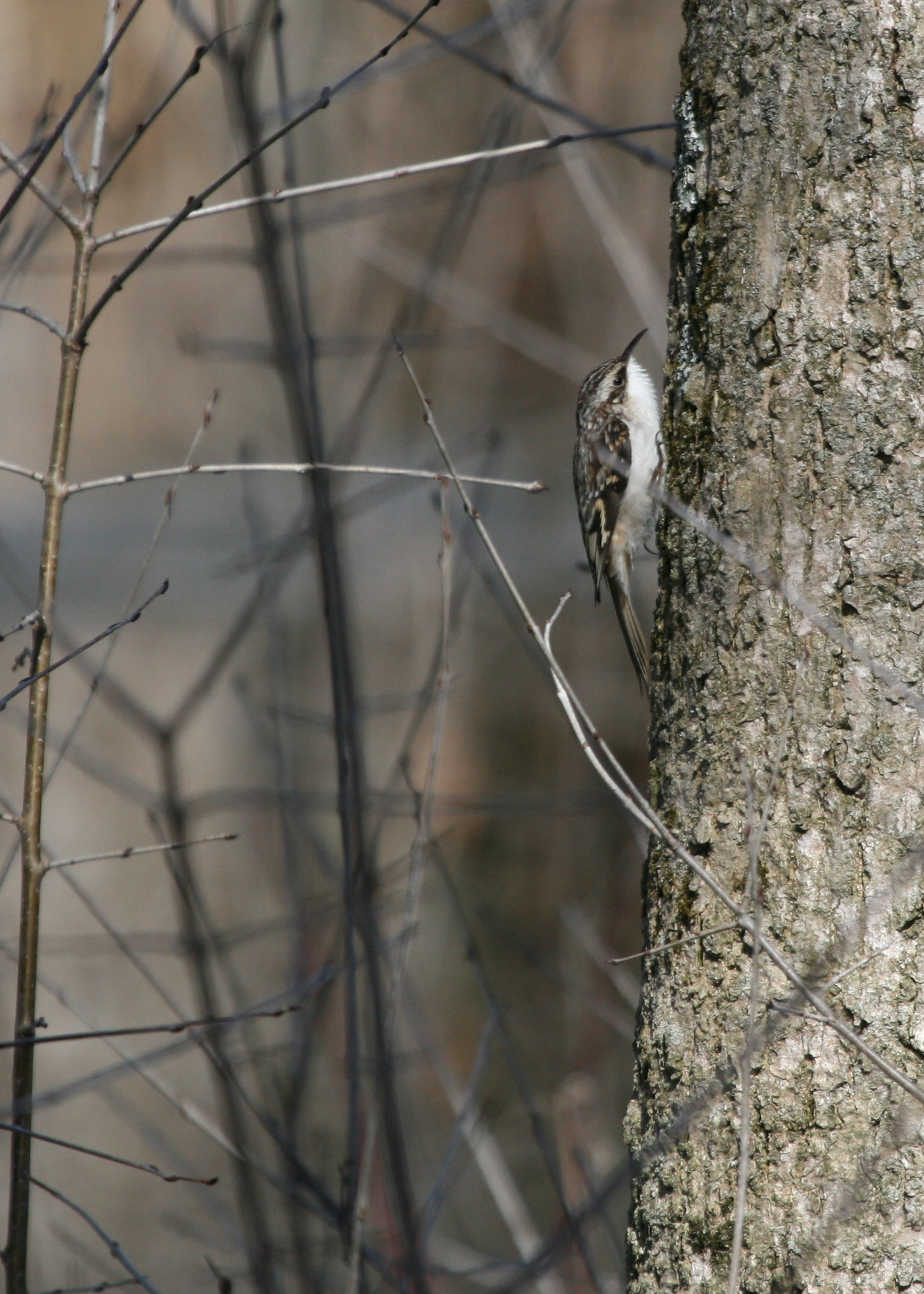
Amerikansk trädkrypare i Presquile Provincial Park, Brighton, Ontario.

### Häckning
Fågeln häckar mellan maj och juli i större delen av utbredningsområdet, men kan börja häcka redan i april, särskilt i södra och västra USA. I Mexiko inleder den häckningen redan i mars. Den lägger endast en kull.
Trädkryparen bygger ett litet skålformat bo som placeras dolt mellan stammen och en lös barkbit på ett stort och dött eller döende träd. Däri lägger den fem till sex ägg som ruvas i 13–17 dagar. Efter ytterligare 14–20 dagar är ungarna flygga.

## Status och hot
Arten har ett stort utbredningsområde och en stor population med stabil utveckling och tros inte vara utsatt för något substantiellt hot. Utifrån dessa kriterier kategoriserar internationella naturvårdsunionen IUCN arten som livskraftig (LC). Världspopulationen uppskattas till 9,3 miljoner häckande individer.